# マイケル・ヘッジス
マイケル・ヘッジス（Michael Hedges、1953年12月31日 - 1997年12月2日）はアメリカ合衆国のアコースティック・ギタリスト。独特の演奏技術で知られていたが、交通事故のため43歳で急逝する。

## 経歴
カリフォルニア州サクラメントで生まれ、オクラホマ州イーニッドで育った。4歳の時にピアノ、12歳の時にチェロとクラリネットを習い始め、中学生になるとエレクトリック・ギターを弾くようになり、ロックバンドを結成してボーカルを担当。このころはエルヴィス・プレスリー、ピーター・ポール&マリー、そしてビートルズに強い影響を受けたという。
高等学校に通い始めてから、当時のイギリスの人気グループ、ジェスロ・タルのリーダーであるイアン・アンダーソンに刺激され、フルートも手にとるようになり、レッド・ツェッペリン、ジミ・ヘンドリックスの影響を受ける一方でジョニ・ミッチェルやニール・ヤングといったシンガーソングライターを知ったことで、アコースティック・ギターに夢中になったという。
地元オクラホマのピーボデイ音楽学院でフルート、作曲、音響学について学び、それまで受けてきたクラシック音楽教育を、様々な特異な演奏技術と組み合わせて、スチール弦のアコースティックギターに適用した。
幅広い音楽スタイルをカバーしており、コンサートにおいては非常にダイナミックな演奏者として知られた。1980年代始めに、演奏をカリフォルニア州パロアルトのカフェで聞いたウィリアム・アッカーマンによって見いだされた。アッカーマンは即座にヘッジスとウィンダムヒル・レーベルとの契約を交わす。

## 演奏技法
最初の２枚のアルバム『Breakfast in the Field』と『Aerial Boundaries』はアコースティックギター世界において画期的な作品であった。その後、定期的にギター中心の音楽に戻ったが、もっとポピュラーを演奏したり、歌う方面にも進出していった。作品のほぼすべてが変則チューニングで書かれている。
演奏技法には、スラップ・ハーモニクス（弦を叩いてハーモニクスを出す）、右手でハンマリングをする（特に低い音で）、左手でメロディーやリズムに合わせてハンマリングとプリングを行う、変則的なストローク、ギターのボディをパーカッションのように叩く、などがある。

## 事故死
1997年12月2日、サンフランシスコから北へ約160kmのメンドシーノ郡のカリフォルニア州道128号線わきで、土木作業員達によって遺体が発見された。路面がすべりやすくカーブの多い道路であったため、車が横滑りして土手を滑り落ち反転、車から投げ出され、内臓損傷で亡くなったとみられる。州法にしたがって検査が行われたが、アルコールやドラッグは検出されなかった。事故当時アルバム『Torched』を作成中で、死後にリリースされた。

## ディスコグラフィ
- Breakfast In The Field (1981)
- Aerial Boundaries (1984)
- Watching My Life Go By (1986)
- Live On The Double Planet (1987)
- Strings of Steel (1993)
- Taproot (1990)
- The Road To Return (1994)
- Oracle (1996)
- Torched (1999 - 死後)